# Phytocoris hypoleucoides
Phytocoris hypoleucoides är en insektsart som beskrevs av Stonedahl 1988. Phytocoris hypoleucoides ingår i släktet Phytocoris och familjen ängsskinnbaggar. Inga underarter finns listade i Catalogue of Life.